# Institut Jean-Jacques-Rousseau
 (octobre 2020).
Si vous disposez d'ouvrages ou d'articles de référence ou si vous connaissez des sites web de qualité traitant du thème abordé ici, merci de compléter l'article en donnant les références utiles à sa vérifiabilité et en les liant à la section « Notes et références ».
L’Institut Jean-Jacques Rousseau — ou École des sciences de l’éducation— ou plus familièrement École de Genève — est créé à Genève en 1912, à l'initiative du médecin psychologue Édouard Claparède. Rattaché à l'Université de Genève en 1929, il est devenu la Faculté de psychologie et des sciences de l'éducation (FPSE) en 1975. Il est fréquemment dénommé « Institut Rousseau » durant la première moitié du XXe siècle. 
Il s’agit d’un centre de recherche sur l’enfance et son développement, conçu comme une plateforme internationale de l’éducation nouvelle. Son rayonnement est renforcé avec la collaboration de Jean Piaget dès 1921 puis avec la création du Bureau international d'éducation (BIE) en 1925.

## Histoire

### Pourquoi «Rousseau»?
« Commencez donc par mieux étudier vos élèves ; car très assurément vous ne les connaissez point », recommandait Jean-Jacques Rousseau. Pour les fondateurs de l’Institut, la figure du philosophe genevois illustre deux idées dont ils se revendiquent : la nécessité d’observer et de connaître la nature propre de l’enfant, et celle de tenir compte de ses besoins et de ses intérêts. L’année 1912 offre en outre l’opportunité du bicentenaire de la naissance du citoyen de Genève (1712-1778) pour donner une ample audience à leur entreprise. Ce nom proposé par Claparède suscite d'abord quelques hésitations : la figure du philosophe, synonyme d’égalitarisme et d’impiété, risquant d'heurter un certain conservatisme genevois.   

### Origine: le développement de la psychologie expérimentale
À Genève, la pédagogie et la psychologie font l'objet une première reconnaissance académique à la fin du XIXe siècle. Pour contribuer à améliorer la formation des enseignants, une chaire de pédagogie est créée en Lettres en 1890, puis une chaire de psychologie en Sciences l’année suivante. Les enseignants et les pouvoirs scolaires sollicitent des experts : médecins, hygiénistes, psychologues, pédagogues, historiens, administrateurs, philanthropes. Dans le laboratoire de psychologie de Théodore Flournoy, dirigé ensuite par son cousin Claparède, s’esquisse une approche expérimentale des phénomènes éducatifs. En 1901, Flournoy et Claparède créent la revue Archives de psychologie, et collaborent avec les autres représentants de la discipline en Occident (Alfred Binet, Ovide Decroly, John Dewey). Claparède souhaite que tous les enseignants soient initiés à la médecine, à la psychologie et à la pédagogie expérimentale. En 1904, il crée au sein de son laboratoire des cours destinés aux enseignantes des classes spéciales, exclusivement des femmes, puis, dès 1906, à tous les futurs enseignants. Il demande à ses étudiants de se calquer sur les botanistes en se positionnant comme naturalistes de l’enfance, l’observant dans son milieu naturel, c’est-à-dire la classe. Nommé professeur de psychologie à l’Université de Genève en 1908, Claparède développe sa thèse :  c'est le système éducatif qui doit graviter autour de l’enfant, et non plus l’enfant qui doit être ajusté bon gré mal gré au lit de Procuste du système. C'est en ce sens que Claparède voit dans Rousseau le Copernic de la pédagogie.  
L'Institut Rousseau/École des sciences de l’éducation, doit, selon Claparède, remplir quatre fonctions. 1/ une école qui permette aux éducateurs de s'orienter, de se documenter, de s'entraîner à la méthode scientifique et de collaborer à la construction de la science ; 2/ un centre de recherche pour assurer le progrès de cette nouvelle science ; 3/ un centre d'information qui rassemble et diffuse les recherches ; 4/ un centre de propagande en faveur du renouveau éducatif.

### Création de l’Institut
En juin 1911, Claparède invite Pierre Bovet, philosophe et professeur à Neuchâtel, à prendre la tête de l’Institut projeté. Le sociologue Maurice Millioud et l’ancien recteur de l’Université de Genève Bernard Bouvier, ainsi que divers Genevois qui se déclarent comme eux « amis de l’enfance » et sont leurs conseillers de la première heure : Edmond Boissier, Lucien Cellérier, Alice Descœudres, Paul Dubois, Emmanuel Duvillard, Adolphe Ferrière, Adrien Naville, Camille Vidart. Claparède est inséré dans le réseau genevois des familles protestantes dont la foi dans les vertus de l’initiative privée se double d’un capital culturel, financier et relationnel fournissant à ses membres les moyens de leurs ambitions. Les fondateurs optent pour un Institut privé, organiquement et juridiquement indépendant aussi bien de l’État que de l’Université. Ce qui ne les empêche pas d’entretenir des relations étroites avec les pouvoirs établis, les instances scolaires et universitaires, les sociétés savantes et philanthropiques. Ils visent également, à terme, un rapprochement avec le Département de l’Instruction publique (DIP) et évoquent très tôt la possibilité d'une intégration à l’Université, où œuvrent nombre d’entre eux et dont la caution conditionne leur entreprise. Le 14 février 1912, une Société anonyme est constituée, dotée d’un Conseil d’administration et d’un Comité directeur, composé de Bovet, Vidart et Claparède, qui le dirige.

### Des sciences de l’éducation pour une éducation nouvelle
C’est avant tout par sa manière de concevoir le travail des étudiants que l’Institut se veut novateur. Soucieux que ses « diplômes attestent une capacité véritable et non une érudition de surface », le programme se réclame d’une conception toute fonctionnelle de l’éducation, valorisant le « principe de l’individualisation », l’activité de l’élève, des cours d’une « utilité plus directement pratique » récusant tout « enseignement livresque et scolastique ». Les élèves de l’Institut seront avant tout entraînés à travailler par eux-mêmes, à s’imprégner de la méthode scientifique, de façon qu’une fois dans la pratique, ils soient capables, s’ils en ont le désir, de faire avancer à leur tour la science pédagogique. Aucun diplôme ou examen n’est exigé pour être admis à l’École, mais il faut avoir 18 ans, attester d’une culture suffisante et s’acquitter de l’écolage (équivalent à peu près à une taxe universitaire de l’époque).   
C’est à Genève que le pluriel « sciences de l’éducation » est pour la première fois revendiqué pour institutionnaliser ce nouveau champ disciplinaire, tout problème d’éducation étant à la fois philosophique, psychologique, sociologique, biologique, etc. L’appellation devient progressivement la référence en francophonie et tend à se diffuser dans d’autres langues (Erziehungswissenchaften, Educational Sciences, Scienze dell’educazione, Ciencias de la Educación).   
Lorsque l’Institut ouvre ses portes, le 21 octobre 1912, une vingtaine d’étudiants sont présents. Des femmes, en particulier, attirées par la richesse de ces projets éducatifs et par les perspectives professionnelles ainsi entrouvertes ; des praticiens, candidats à l’enseignement, directeurs d’école, des précepteurs, des chercheurs en herbe, venant de 13 pays différents, dont six Russes. Un même nombre de professeurs va y intervenir, pour l’essentiel gracieusement. La plupart d’entre eux sont du terroir : professeurs à l’Université, directeurs d’école et enseignants chevronnés, ou encore des personnalités actives dans les institutions philanthropiques et sociales. Si l’Institut revêt bien les caractères d’un établissement privé, les collaborateurs de la première heure sont quasiment tous insérés dans des structures publiques, en plus d’être liés à diverses sociétés savantes et philanthropiques. Les représentants de l’administration scolaire et de l’Université voient là de quoi perfectionner le système et les pratiques pédagogiques grâce aux connaissances nouvellement construites sur les phénomènes éducatifs et sur l’élève.  

### Des théoriciens et des praticiens
L’Institut élargit ses champs d’interventions pratiques. Des écoles d’application sont créées : la Maison des petits en 1913, la Maison des grands en 1917, intégrée à l’École Toepffer en 1918-1920. Des jeux éducatifs et du matériel pédagogique sont produits et diffusés. Des consultations médico-pédagogiques sont ouvertes dès 1913 ; elles donnent naissance en 1916 à une classe d’entraînement puis de développement, au service des élèves en difficulté. Un cabinet d’orientation professionnelle est constitué en 1918, qui mène des enquêtes sur les aptitudes professionnelles et sur l’organisation rationnelle du travail en lien avec des entreprises. Parallèlement, les interactions avec les œuvres sociales, avec les réseaux de classes spéciales et d’écoles nouvelles ou de plein air, sont resserrées. Les principaux animateurs de l’Institut, les Bovet, Claparède, Descoeudres, Duvillard, Ferrière, proposent également des interventions au cœur de la cité et auprès des praticiens : semaines pédagogiques, cours de vacances, conférences et mêmes consultations pratiques se succèdent et s’étendent au-delà des bornes cantonales et nationales. Cette activité psychopédagogique répond à une demande sociale évidente et agrandit peu à peu la surface de reconnaissance sociale de l’Institut et de ses principaux représentants.    
Trois domaines de recherche sont plus particulièrement investis à l’Institut : 1. l’élucidation des lois du développement de l’enfant, reliées à la psychologie fonctionnelle ; 2. l’évaluation des aptitudes des élèves, moyennant un arsenal de tests et d’épreuves standardisés, et l’invention de nouvelles démarches d’enseignement, visant à adapter l’éducation aux besoins de l’enfant ; 3. la documentation des réformes en cours au niveau international afin d’enrichir les pratiques locales. L’Institut stabilise et diffuse les résultats de ses recherches grâce à ses propres supports éditoriaux : les Archives de psychologie, dont l’édition est dorénavant assumée par l’Institut et dont le rayonnement ne cesse de croître ; les Actualités pédagogiques, que son concepteur Bovet continue de diriger, une des rares collections francophones de l’époque dans ce domaine à bénéficier d’une audience internationale ; L’Intermédiaire des Educateurs, pensé comme interface entre chercheurs et praticiens, permettant à ces derniers d’œuvrer conjointement à la nouvelle science et aux réformes pédagogiques qui sont supposées en découler. Autrement dit, au point de vue de la recherche et des publications, l’Institut s’installe d’emblée dans un champ intermédiaire, revendiquant à la fois activité scientifique et intervention pratique.   
Néanmoins, au terme de ses cinq premières années de vie, c’est un bilan bien mitigé que vient dresser Bovet : si l’Institut a pleinement assumé trois de ses quatre principales fonctions (l’Institut comme École, Centre d’information et de propagande), son engagement dans la recherche demeure largement en deçà des intentions premières. Et la Grande Guerre, en diminuant ressources et personnel, a de surcroît pénalisé ce domaine. En effet, bien que la tragédie mondiale favorise l’investissement dans le champ éducatif et contribue à la promotion des idéaux de l’Institut, les répercussions du conflit mettent bientôt la vie de l’établissement en péril.  

### Renaissance des années 1920: éducation nouvelle, science piagétienne et internationalisme
Durant les années 1920, dynamisé par ces multiples alliances, tirant parti aussi de la nouvelle vocation internationale de Genève et des espoirs investis sur l’enfance pour reconstruire le monde à l’issue de la guerre, l’Institut connaît son heure de gloire. Pour assumer sa croissante renommée internationale, l’Institut inaugure un service de renseignements internationaux, en annexant en 1923 le Bureau international des écoles nouvelles, fondé par Ferrière en 1899 et dont il assumait jusqu’alors seul la responsabilité. Par son militantisme international, Ferrière devient une figure majeure de l’Institut. Il participe à tous les congrès internationaux significatifs de l’Éducation nouvelle ; il entretient une importante correspondance avec les principaux acteurs du mouvement et rencontre personnellement nombre d’entre eux ; il visite systématiquement les principales écoles nouvelles d’Europe ; il définit pour l’essentiel les principes de ralliement de la Ligue internationale pour l’Éducation nouvelle fondée en 1921 ; son livre L’École active  connaît un succès important.

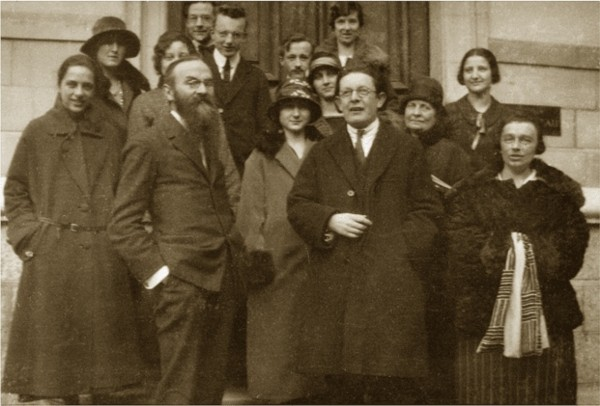
Portrait de groupe avec Pierre Bovet et Jean Piaget devant l’Institut en 1925.

Parallèlement émerge la figure scientifique de Jean Piaget. Au printemps 1921, celui-ci soumet à Claparède pour publication dans les Archives de psychologie le résultat de ses premières expériences sur la psychologie du raisonnement enfantin menées à Paris, sous l’égide de Théodore Simon. Claparède, enthousiaste, propose à Piaget un poste de chef de travaux, le premier entièrement destiné à la recherche. Piaget utilise les nombreuses données collectées et les méthodes de recherche conçues par les chercheurs qui travaillent dans l'Institut et il invente de nouvelles méthodes pour connaître, d’abord à travers le langage, la manière de penser des enfants. Il élabore les prémisses de sa propre théorie du développement, présentée dans ses deux premiers livres publiés en 1923 et 1924, qui le rendent rapidement célèbre dans le monde entier.  
Les fondateurs de l’Institut s’engagent durant cette période dans la création d’un Bureau international d'éducation (BIE) qui serait apte à fédérer les institutions œuvrant dans le monde en faveur de la coopération intellectuelle, de la solidarité internationale, du renouveau éducatif et du pacifisme. Créé en 1925, il est redéfini en 1929 comme organisme intergouvernemental, distinct dès lors de l’Institut. Sa direction passe des mains de Bovet à celles de Piaget, dont le pouvoir va grandissant.

### Le Bureau International d’Éducation
Les avancées scientifiques et l’audience internationale de l’Institut Rousseau conduisent ses fondateurs à imaginer dès le début des années 1920 la création d’un Bureau international d'éducation (BIE) pouvant fédérer les nombreuses institutions œuvrant dans le monde pour promouvoir la paix par la science et l’éducation. L’opportunité d’une subvention du Laura Spelman Rockefeller Memorial Fund permet sa création en 1925. Claparède, Ferrière, Bovet et Marie Butts surtout en sont les principaux moteurs. Dès 1926, en relation étroite avec l’Institut mais aussi avec la Société des Nations (SdN) et le Bureau international du travail (BIT), le BIE publie circulaires, bulletins, brochures et entretient une importante correspondance avec les différents acteurs associatifs et gouvernementaux de l’éducation.

### Vers l’universitarisation de l’Institut
Durant l’entre-deux-guerres, les liens avec l’Université se renforcent. Devant l’impossibilité de conférer un visa académique au diplôme de l’Institut, un certificat de pédagogie est créé à l’Université en 1922, permettant aux diplômés de l’Institut de faire valider leur titre comme une licence. Une nouvelle et décisive étape est franchie en 1925, lorsque l’Université reconnaît la mention pédagogie – incluant la psychologie expérimentale – pour l’admission au doctorat de philosophie. Les nouvelles relations établies entre le DIP, l’Université et l’Institut permettent de concrétiser un projet envisagé de longue date : le rattachement de l’Institut à la Faculté des lettres. C’est là une solution pour en assurer la pérennité et en favoriser le rayonnement, dont profite en retour l’Université ; elle permet aussi d’officialiser et d’élargir l’apport de l’Institut à la formation des enseignants genevois. 
L’Institut préserve une large autonomie administrative, financière, pédagogique, tout en bénéficiant d’une plus ample reconnaissance officielle et académique. L’Université, quant à elle, élargit son offre de cours, son public, son champ d’action et, surtout, son audience internationale. Le DIP s’appuie sur l’Institut pour assurer une formation professionnelle de niveau universitaire aux candidats à l’enseignement, en contrepartie d’une modeste subvention. L’Université comme le DIP ont désormais un droit de regard sur l’Institut, étant sollicités pour approuver son organisation, la définition de ses programmes, la nomination de ses professeurs et collaborateurs et la désignation de son directeur. 
Une nouvelle génération prend la relève. Robert Dottrens, Pedro Rosselló, puis Samuel Roller et finalement Germaine Duparc assument les dimensions pédagogiques ; Richard Meili, André Rey, Marc Lambercier et surtout Piaget et ses proches collaborateurs – parmi lesquels Alina Szeminska et surtout Bärbel Inhelder – s’imposent pour la psychologie. Piaget assume l’essentiel des responsabilités, des décisions, des enseignements, des recherches.
À l’unique diplôme général d’études pédagogiques inauguré en 1922 (de deux ans), s’ajoute dès 1947 le diplôme de psychologie appliquée (de trois ans), adopté officiellement en 1948. À la fin des années 1960. L’Institut décerne des diplômes spéciaux après deux ans d’études dans différents domaines. Des diplômes généraux de psychologie de l’enfant et d’études pédagogiques sont octroyés au bout de cinq semestres ; et des licences ès sciences de l’éducation mention pédagogie ou mention psychologie après six semestres. L’expérience préalable des étudiants demeure valorisée, l’Institut acceptant les personnes sans maturité (titre de fin d’études secondaires, équivalent au baccalauréat), inaugurant ce faisant le principe ultérieurement promu par l’Université sous la dénomination « Valorisation des acquis de l’expérience » (VAE). 
En 1969, l’Institut devient École de psychologie et des sciences de l’éducation. Puis, le 10 janvier 1975, le Grand Conseil genevois approuve la création d’une septième faculté universitaire : la Faculté de psychologie et des sciences de l’éducation (FPSE), qui se substitue à l’Institut Rousseau.

### La Fondation «Archives Institut Jean-Jacques Rousseau»
La constitution d’archives et d’une mémoire patrimoniale est née dans le sillage même du fonctionnement quotidien de l’Institut Rousseau, puis de la FPSE. Aujourd’hui, l’institution continue à recueillir sa mémoire vivante, notamment par des entretiens auprès d’acteurs et actrices ayant participé à son histoire, mais surtout en créant une Commission du patrimoine facultaire et en continuant à maintenir et alimenter les Archives Institut Jean-Jacques Rousseau et les Archives Jean Piaget, auxquelles s’ajoutent bien sûr les Archives de l’Université et celles du Département de l’Instruction publique. 